# Jaleo
Jaleo è il primo singolo ad essere estratto dall'album Almas del Silencio del cantante portoricano Ricky Martin. La canzone è stata scritta da Antonio Rayo, José Miguel Velásquez, Jodi Marr e prodotto da Tommy Torres. Il singolo è stato pubblicato nel 2003, ed ha ottenuto un discreto successo in Europa ed America Latina e anche in Italia.

## Il singolo
Jaleo ha raggiunto la posizione numero uno della Hot Latin Songs degli Stati Uniti (per una settimana), in Spagna (per quattro settimane) e anche in Italia. È stato una delle quaranta principali hit di tutto il mondo nel 2003. Il singolo Jaleo Remixato da Roger Sanchez, è stato nominato al Latin Billboard Music Awards 2004 come Latin Dance Club Play Track dell'anno.

## Il video
Il video musicale di Jaleo è stato diretto da Kacho Lopez e Carlos Pérez, ed è stato trasmesso nel mese di aprile 2003.
Il video si apre con Ricky Martin che si trova in jeans e canottiera in un appartamento di un piccolo villaggio. Dopo aver fatto una doccia, esce dall'appartamento e va alla ricerca di una donna. Tra le mura del villaggio Ricky Martin trova uno strano segno dipinto di rosso che lo guida fino all'ingresso di un locale. Aperta la porta, trova dentro un gruppo di gente che danza e balla in sincronia, e tra quei danzatori ci trova la donna che cerca. Il video finisce con la donna che riesce a sfuggire a Ricky Martin lasciandolo furibondo.

## Tracce
UK CD Single
1. Jaleo [Spanglish Version]
2. Jaleo [Spanish Version]
3. Jaleo [Pablo Flores Spanglish Radio Edit Remix]
4. Jaleo [Roger Sanchez Spanglish Radio Edit Remix]

## Classifiche
| Paese             | Posizione massima |
| ----------------- | ----------------- |
| Australia         | 23                |
| Austria           | 45                |
| Belgio (Fiandre)  | 33                |
| Belgio (Vallonia) | 40                |
| Danimarca         | 17                |
| Francia           | 32                |
| Italia            | 8                 |
| Norvegia          | 11                |
| Olanda            | 14                |
| Romania           | 1                 |
| Spagna            | 1                 |
| Stati Uniti       | 22                |
| Svezia            | 10                |
| Svizzera          | 22                |